# Serge Govaert
Serge Govaert, né le 4 mars 1950 à Etterbeek (Bruxelles), est le secrétaire général honoraire du Parlement régional bruxellois et l'un des membres fondateurs de l'Université populaire de Bruxelles.

## Biographie
Il est licencié en philologie germanique de l'Université libre de Bruxelles (1971). Il est l'auteur de plusieurs essais et ouvrages, publiés notamment aux éditions du CRISP (Centre de Recherche et d'Information Socio-Politiques) à Bruxelles, dont il est administrateur depuis 1977. Il a surtout étudié la spécificité de l'identité belge, mais aussi l'histoire et l'actualité du mouvement (nationaliste) flamand, l'histoire de Bruxelles, les nationalismes en général et les rapports entre nationalisme et sport. Il publie régulièrement des articles sur ces sujets et sur la politique belge dans diverses revues et journaux, dont Le Monde diplomatique, la revue belge Politique, la revue Cahiers marxistes ou la revue Quasimodo .

## Publications
Outre ces articles, la rédaction d'une trentaine de Courriers hebdomadaires du CRISP et des contributions à quelques ouvrages collectifs.
- « Mai 68. C’était au temps où Bruxelles contestait », Pol-His, Bruxelles, 1993 (184 p.)[5],[6]
- « Foot et violence. Politique, stades et hooligans. Heysel 85 (avec Manuel Comeron) », De Boeck, Bruxelles, 1995 (200 p.)[7]
- « Bruxelles en capitales (1958-2000). De l’expo à l’euro », De Boeck, Bruxelles, 2000 (228 p.)[8]
- « Les griffes du lion. Le nationalisme flamand à la veille de 2002 », Labor, Bruxelles, 2001 (94 p.)[9]
- « Les partis politiques et le système électoral, Actualquarto », Bruxelles, 2003 (22 p.)[10]
- « Les nationalismes, Actualquarto », Bruxelles, 2005 (24 p.).

Il a également assuré la traduction de livres, parmi lesquels :
- La Belgique politique de 1830 à nos jours. Les tensions d'une démocratie bourgeoise, de Els Witte et Jan Craeybeckx, Labor, Bruxelles, 1987 (639 p.)[11]
- L’économie pour tous, de Mark Eyskens, Labor, Bruxelles, 1989 (325 p.)[12]
- La répression des collaborations : un passé toujours présent, de Luc Huyse et Steven Dhondt, CRISP, Bruxelles, 1993 (345 p.)
- Congo 1945-1965, la fin d’une colonie, de Jef Van Bilsen, CRISP, Bruxelles, 1994 (412 p.)
- Un grand malentendu ? Une histoire de la guerre froide, d’Yvan Vandenberghe, Academia, Louvain-la-Neuve, 1994 (278 p.)
- La Belgique occupée – De l’an 40 à la Libération, d’Étienne Verhoeyen, De Boeck, Bruxelles, 1994 (611 p.)
- Guerre et paix scolaires 1950-1958, de Jeffrey Tyssens, De Boeck, Bruxelles, 1997 (198 p.)
- Les métiers du droit, de Luc Huyse et Hilde Sabbe, CRISP, Bruxelles, 1999 (241 p.)
- Histoire du syndicalisme chrétien international. La difficile recherche d’une troisième voie, de Patrick Pasture, L’Harmattan, Paris, 1999 (468 p.)
- La politique extérieure de la Belgique. Au cœur de l’Europe, le poids d’une petite puissance, de Rik Coolsaet, De Boeck, Bruxelles, 2002 (391 p.)
- Il y a une vie après le 16 de Jean-Luc Dehaene, Labor, Bruxelles, 2002 (223 p.).

Parmi les articles publiés dans des revues, universitaires et autres, et les contributions à des ouvrages collectifs on peut citer :
- « Het boek alfa », in Tijdschrift van de V.U.B., Bruxelles, jg.14, nr.1-2, 1971-1972 (40 p.)
- « Bultaco 250 cc van Paul Snoek », in Tijdschrift van de V.U.B., Bruxelles, jg.15, nr.1-2, 1972-1973 (19 p.)
- « Ivo Michiels en de schilderkunst : Albisola Mare, Savona en Babyblauw en Suikergoedrose », in Tijdschrift van de V.U.B., Bruxelles, jg.15, nr.3-4, 1972-1973 (19 p.)
- « Jan Wolkers, Ingmar Bergman en de barok (I) », in Nieuw Vlaams Tijdschrift, Anvers, jg.26, nr.6, juillet-août 1973 (21 p.)
- « Jan Wolkers, Ingmar Bergman en de barok (II) », in Nieuw Vlaams Tijdschrift, Anvers, jg.26, nr.7, septembre 1973 (18 p.)
- « Michiels' Exit : spel(ing) », in Spiegel der Letteren, Antwerpen/Den Haag, jg.17, 1975 (21 p.)
- « Ward Ruyslinck en Ivo Michiels : existentieel schrijven ? », in Spiegel der Letteren, Antwerpen/Den Haag, jg.18, 1976 (26 p.)
- « Le colloque d'Anvers (10 janvier 1976) », in Socialisme, Bruxelles, no 139, février 1977 (12 p.)
- « La gauche flamande face au problème communautaire », in Cahiers marxistes, Bruxelles, no 55, juin 1977 (6 p.)
- « Le patronat flamand face à la régionalisation », in Cahiers marxistes, Bruxelles, no 72, mars 1979 (13 p.)
- « Michiels' Alfacyclus in het licht van enkele hedendaagse kunstuitingen, in Ivo Michiels, Een letterwerker aan het woord (Luk De Vos, Jaki Louage et Jean-Marie Maes eds.), Hasselt, Heideland-Orbis 1980 (17 p.)
- « Les socialistes flamands après la scission », in Cahiers marxistes, Bruxelles, no 92, mars 1981 (12 p.)
- « (Uiterst)rechts in Franstalig België », in De Nieuwe Maand, Leuven, jg.24, nr.9, novembre 1981
- « De eigen weg van de MOC », in De Nieuwe Maand, Leuven, jg.25, nr.2, février-mars 1982 (6 p.)
- « PS-SP : de scheiding », in DDe Nieuwe Maand, Leuven, jg.26, nr.10, décembre 1983 (7 p.)
- « Socialisten in Brussel », in De Nieuwe Maand, Leuven, jg.26, nr.10, décembre 1983 (8 p.)
- « Leysonitis. De onstuitbare opgang van André Leysen », in De Nieuwe Maand, Leuven, jg.28, nr.2, février-mars 1985 (7 p.)
- « Wat je zegt, dat ben je zelf », in De Nieuwe Maand, Leuven, jg.28, nr.2, février-mars 1985 (3 p.)
- « Doorbraak : l'ouverture du SP ? », in Cahiers marxistes, Bruxelles, no 133, mai 1985 (7 p.)
- « Dix ans de décret de septembre », in Revista de Llengua i Dret, Barcelone, no 5, juin 1985 (51 p.)
- « Het overwicht van twee zetels », in De Nieuwe Maand, Leuven, jg.28, nr.9, novembre 1985 (2 p.)
- « Le socialisme portugais et l'Europe », in Cahiers marxistes, Bruxelles, no 137, novembre-décembre 1985 (4 p.)
- « Quelques aspects du bicommunautaire à Bruxelles », in Taal en Sociale Integratie no 8, Bruxelles, VUB, 1986 (19 p.)
- « De kwijnende KP », in De Nieuwe Maand, Leuven, jg.29, nr.5, juin-juillet 1986 (2 p.)
- « André Leysen : patron flamand, patron belge ? », in Cahiers marxistes, Bruxelles, no 145, septembre 1986 (6 p.)
- « Le collier de Sybilla : initiation et dérision » in Cahiers du scénario, hiver-été 1987, n° 2-3 (5 p.)
- « Une approche sociologique », in Le réalisme magique. Roman, peinture, cinéma (Jean Weisgerber ed.), Lausanne, L'âge d'homme 1987 (12 p.)
- « Het PS-effect. Hoe Wallonië stemde », in De Nieuwe Maand, Leuven, jg.31, nr.1, janvier 1988 (2 p.)
- « L'automne des radios libres », in La Revue nouvelle, Bruxelles, 44e année, no 3, mars 1988 (8 p.)
- « L'action des deux commissions de la culture à Bruxelles : essai d'évaluation comparée », in Taal en Sociale Integratie no 12, Bruxelles, VUB, 1989 (30 p.)
- « L'enseignement communautaire flamand : argonautes ou argus ? », in Cahiers marxistes, Bruxelles, no 171, janvier 1990 (12 p.)
- « De filosofen hebben Lissabon even veranderd », in De Nieuwe Maand, Leuven, jg.33, nr.3, mars 1990 (6 p.)
- « Flandre : ruptures et irruptions », in Cahiers marxistes, Bruxelles, no 183, janvier-février 1992 (10 p.)
- « La démocratie parlementaire : cause toujours ? », in Cahiers marxistes, Bruxelles, no 185, juillet 1992 (10 p.)
- « Le citoyen courtisé », in Cahiers marxistes, Bruxelles, no 188, janvier-février 1993 (8 p.)
- « L'hymne national belge fait-il encore frissonner ? », in Quasimodo, Montpellier, printemps 1997 (3 p.)
- « Ressourcer les partis, ressourcer le PS », in Cahiers marxistes, Bruxelles, no 206, juin-juillet 1997 (9 p.)
- « Die Heimat von Manneken Pis, Jacques Brel und Tim und Struppi », in Via Regia, Blätter für internationale kulturelle Kommunikation, nr. 56/57, nov./décembre 1997 (4 p.)
- « Le Grand-Duché de Luxembourg : une stabilité trompeuse ? », in Revue internationale de politique comparée, Volume 4, no 3, Louvain-la-Neuve, décembre 1997 (14 p.)
- « A Brussels Identity ? A Speculative Interpretation », in Nationalism in Belgium, Shifting Identities, 1780-1995 (Kas Deprez and Louis Vos eds.), Londres-New York, Macmillan 1998 (11 p.)
- « Brussel-Wallonië : 't kan verkeren », in Vlaams Marxistisch Tijdschrift, Bruxelles, jg.32, nr.3, 1998 (6 p.)
- « Le programme économique du Vlaams Blok », in L'extrême droite en France et en Belgique (Pascal Delwit, Jean-Michel De Waele et Andrea Rea eds.), Bruxelles, Complexe 1998(14 p.)
- « Méli-mélo politique en Belgique », in Regards, Paris, avril 1999
- « De moeder der verkiezingen », in Vlaams Marxistisch Tijdschrift, Bruxelles, jg.33, nr.1 1999 (3 p.)
- « De roes en de kater : Franstalig België na 13 juni », in Vlaams Marxistisch Tijdschrift, Bruxelles, jg.33, nr.3 1999 (6 p.)
- « Een Brusselse identiteit ? Een poging tot interpretatie », in Nationalisme in België, Identiteiten in beweging 1780-2000 (Kas Deprez/Louis Vos eds.), Antwerpen-Baarn, Houtekiet 1999 (12 p.)
- « Zeg mij voor wie jij in Brussel en Wallonië stemde », in Vlaams Marxistisch Tijdschrift, Bruxelles, jg.34, nr.4, 2000 (3 p.)
- « La gauche chrétienne flamand et le CD&V », in Cahiers marxistes, Bruxelles, no 224, avril-mai 2003 (16 p.)
- « Politique et religions : des changements dans les règles du jeu », in L'état de la Belgique, 1989-2004 : quinze années à la charnière du siècle (Marie-Thérèse Coenen, Serge Govaert et Jean Heinen eds.), Bruxelles, De Boeck Université, 2004 (  p.)
- « Pistes pour l'histoire politique de Saint-Gilles », in Hôtel de Ville de Saint-Gilles – Centenaire, approche historique et patrimoniale , Commune de Saint-Gilles, 2004 (18 p.)
- « Door een Franstalige bril », in Samenleving en Politiek, jg.12, nr.4, 2005 (7 p.)
- « À la manière belge », in Le mal-être arabe. Enfants de la colonisation (Dominique Vidal et Karim Bourtel eds.), Paris, Agone 2005 (7 p.)
- « PS/sp.a : still sister parties », in The Flemish Left amidst a Nationalist Surge, Wim Vermeersch (ed.), Gand, Gerrit Kreveld Foundation, 2011 (10 p.)
- « Réalité du plurilinguisme dans une région officiellement bilingue », in Translating Culture/Traduire la Culture/Traducir la Cultura (Emilio Ortega Arjonilla ed.), Granada, Comares 2013, (12 p.)
- « Le FDF dans la périphérie bruxelloise » in FDF : 50 ans d'engagement politique (Vincent Dujardin et Vincent Delcorps eds.), Bruxelles, Racine 2014 (28 p.).

Serge Govaert a encore coordonné la publication des ouvrages suivants :
- (avec Marie-Thérèse Coenen) Le rassemblement des progressistes. 1944-1976, Bruxelles, De Boeck Université, 1999 (248 p.)
- (avec Marie-Thérèse Coenen et Jean Heinen) L'état de la Belgique 1989-2004 : quinze années à la charnière du siècle, Bruxelles, De Boeck Université, 2004 (351 p.)